# Livin La Pura Vida
Livin' La Pura Vida, titulado Viviendo La Pura Vida en Hispanoamérica y Livin' La Pura Vida en España, es el séptimo episodio de la trigesimoprimera temporada de la serie animada Los Simpson, y el episodio 669 de la serie en general. Se estrenó el 17 de noviembre de 2019 en Estados Unidos, el 20 de septiembre de 2020 en Hispanoamérica y el 15 de junio de 2021 en abierto en España.
En este episodio, la familia Simpson emprende un viaje a Costa Rica, siendo el quinto país latinoamericano en ser visitado por los personajes de la serie, después de México en los episodios "Kamp Krusty" (Bart y Lisa solamente), "The Bob Next Door" (toda la familia excepto Bart) y "The Clown Stays in the Picture" (en un flashback cuando Homer y Marge eran jóvenes y sus 3 hijos todavía no habían nacido), Cuba en los episodios "The Trouble with Trillions" (Homer solamente) y "Havana Wild Weekend", Brasil en los episodios "Blame It on Lisa" y "You Don't Have to Live Like a Referee" y Perú en el episodio "Lost Verizon" (toda la familia excepto Bart).
Costa Rica también es el primer país centroamericano en ser visitado por los personajes de la serie.

## Argumento
Mientras Marge recoge a Bart de una fiesta de pijamas en la casa de Van Houten, Luann invita a la familia Simpson a su viaje anual a Costa Rica. Marge se apresura a casa para proponer el viaje y la familia acepta rápidamente. Lisa escucha a Homer y a Marge mientras discuten lo caro que será el viaje y rápidamente se preocupa por el costo.
En el aeropuerto, los Simpson se reúnen con la familia Van Houten, la familia Hibbert, Chalmers y su hija Shauna y Patty y su nueva novia Evelyn, para irse de vacaciones. Aunque Homer trata de ser amable con Evelyn por el bien de Patty, Evelyn lo desacredita abiertamente después de lo que escuchó de él de Patty. Después de llegar a Costa Rica, Lisa se preocupa más por los gastos del viaje. Mientras tanto, Kirk realiza un seguimiento de todos los gastos por adelantado y dividirá los cheques al final.
Durante la cena en la casa de vacaciones de Van Houten, Homer y Evelyn descubren rápidamente que tienen mucho en común. A la mañana siguiente, Homer y Evelyn se quedan en la playa mientras el resto de los invitados compran. Sin embargo, el grupo regresa para encontrar a los dos borrachos y quemados por el sol, habiendo dejado entrar a los monos que han destrozado todo el lugar. Marge está furiosa con Homer y le hace prometer que se portará bien durante el resto del viaje para poder obtener la foto perfecta de ellos de sus vacaciones.
Homer y Marge toman la foto perfecta de sus vacaciones en una cascada, pero la ola de Evelyn salpica el teléfono en el agua. En la cena, Patty culpa a Marge deprimida por hacer que Homer reduzca a su novia a su nivel. Marge señala como Evelyn arruinó todo por ella y es una mala influencia para Homer porque tiene la misma personalidad que él, diciéndole a Patty que está "saliendo con un Homer". Patty está horrorizada y rompe abruptamente con Evelyn esa noche.
Bart encuentra a Lisa molesta y ella le revela sus preocupaciones financieras, por lo que Bart sugiere que les muestren a sus padres los gastos en el libro de Kirk. Se cuelan en el dormitorio principal para buscar pruebas. Debajo de la cama encuentran lo que Lisa cree que son artefactos raros de valor incalculable. Lisa intenta exponer las piedras que los Van Houtens están vendiendo en casa para pagar sus vacaciones todos los años en la cena, pero Kirk la regaña, señalando que solo son sal y pimienta: estaban destinados a ser un regalo para las familias.
A la mañana siguiente, los Simpson deciden dejar el viaje y Kirk les entrega rápidamente la factura. En venganza porque Kirk les cobró un extra por arruinar el viaje, la familia se cuela de nuevo en el dormitorio para tomar los sostenedores de sal y pimienta, pero sin darse cuenta descubren una pintura del explorador Kirkedemious Van Houten, quien construyó la casa de los Van Houten y se enfrenta a los Van Houtens por hacer que la gente pague el viaje con su propio dinero mientras obtienen la casa gratis. En medio de la conmoción, Marge tiene un corazón a corazón con Patty, disculpándose por haber causado su ruptura con Evelyn. Ella le dice a Patty que mientras Homer la odia, Evelyn la ama más que a nada en el mundo. Patty luego acepta reconciliarse con Evelyn.
Kirk devuelve amargamente a las familias su dinero para que puedan vivir las vacaciones como pretendían. Homer quiere volver a la cascada para retomar la foto perfecta de él y Marge, pero ella lo convence de que sus vacaciones no se trata de ser perfectas, se trata de vivir el momento, al igual que un beso reconciliado de Patty y Evelyn en la tirolesa.

## Recepción
Tony Sokol de Den of Geek calificó este episodio 3 de 5 estrellas.
Dennis Perkins de The A.V. Club le dio a este episodio una B+, afirmando que "'Livin La Pura Vida' es una de las mejores excursiones recientes, sin embargo, acreditó el escritor Brian Kelley dirigiendo las vacaciones grupales de la familia al lugar de escapada favorito de Van Houten en Costa Rica alrededor de lo peor del subgénero. escollos, mientras logran contar una historia coherente de principio a fin. Incluso hay un pequeño misterio ingenioso en como los Van Houtens, aparentemente no más acomodados, pueden pagar su viaje anual multifamiliar y algunos por encima del promedio el trabajo de los personajes para abordar el estrés financiero generalmente ignorado lo que causaría el viaje mundial en un solo episodio de los Simpson".
Brian Kelley recibió una nominación para los premios Writers Guild of America por Mejor Escritura en Animación en los 72.ª edición de los premios Writers Guild of America por su guion para este episodio.